# Jardín botánico de Villa Marco

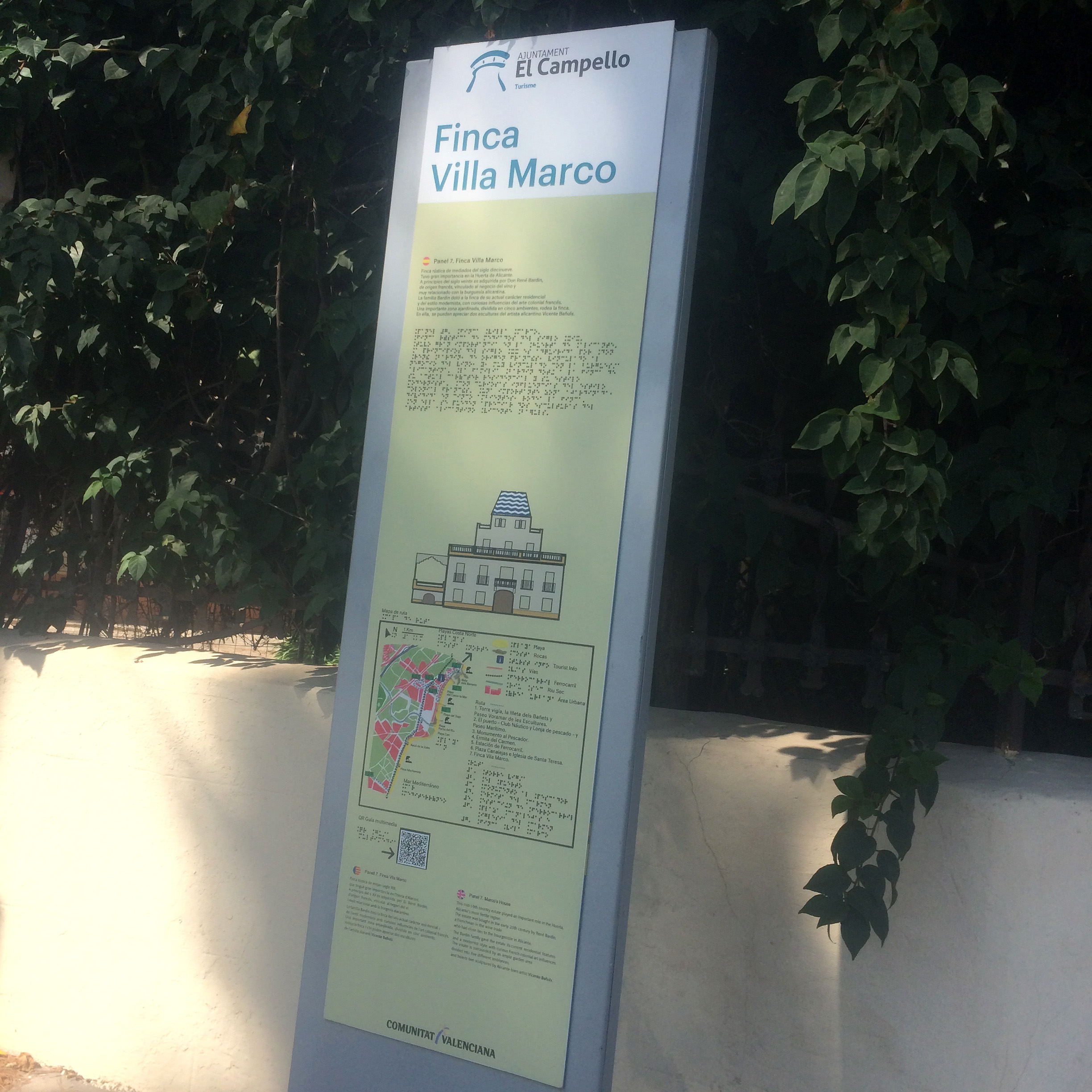
Panel informativo del Jardín botánico de Villa Marco

El Jardín Botánico de Villa Marco es un jardín botánico de
unos 30 000 metros cuadrados gestionado conjuntamente por la Universidad de Alicante y el Ayuntamiento de Campello, que se encuentra en el municipio de Campello (Alicante, España).

## Historia

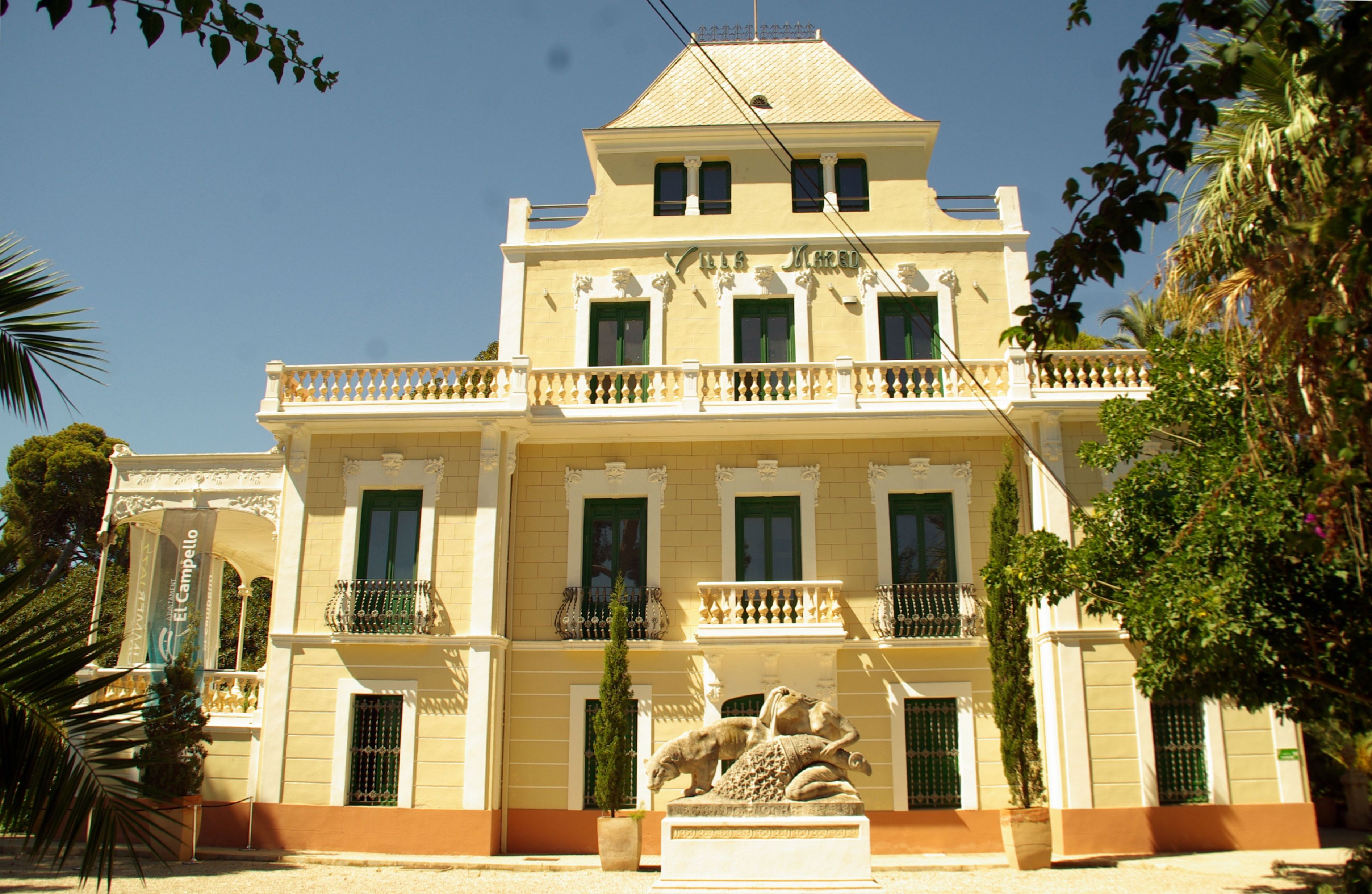
Edificio modernista con influencias francesas de Villa Marco.

En su origen era una antigua casona con torre defensiva. Después en la finca de Villa Marco se hizo una construcción modernista del siglo XIX situada en el término de Campello.
Sus propietarios más destacados fueron el francés René Bardin y su hijo Renato Bardín. Después el cónsul argentino Barrera. En los últimos años perteneció a la promotora que desarrolló el Plan Parcial y que donó los terrenos junto con la casa al pueblo de Campello.
Una vez propiedad del ayuntamiento de Campello, desde principios del 1999 se han realizado diversas actuaciones en la finca encaminadas a la creación del jardín botánico.

## Colecciones
Se encuentra dividido en cuatro zonas, 
- El "jardín árabe" que era utilizado como huerta originariamente,
- El "jardín histórico", en la parte Alta, es el más cercano a la finca y mejor conservado, donde se encuentran los ejemplares arbóreos de mayor envergadura.
- El "jardín de acceso" que enmarcaba la entrada de carruajes,
- El "jardín mediterráneo" en la parte baja, donde los trabajos de acondicionamiento se han llevado más esfuerzos encaminados a conformar las colecciones de plantas autóctonas e introducidas con las colecciones de: Rocalla, bosque mixto mediterráneo, matorral mediterráneo, salares y arenales, ramblas y lagunas.[2]

Los jardines albergan dos esculturas del célebre artista alicantino Vicente Bañuls, "La Noche" y "La Marsellesa".

## Objetivos y actividades
Entre los objetivos que se persiguen con la creación de este Jardín Botánico, se encuentran : 
- Restauración del jardín histórico de Villa Marco
- Introducción de nuevas especies vegetales en el jardín
- Creación de nuevas zonas con especies de plantas autóctonas
- Darle de utilidad didáctica al jardín para que cumpla funciones de investigación, conservación y educación.

Detalles de Villa Marco'
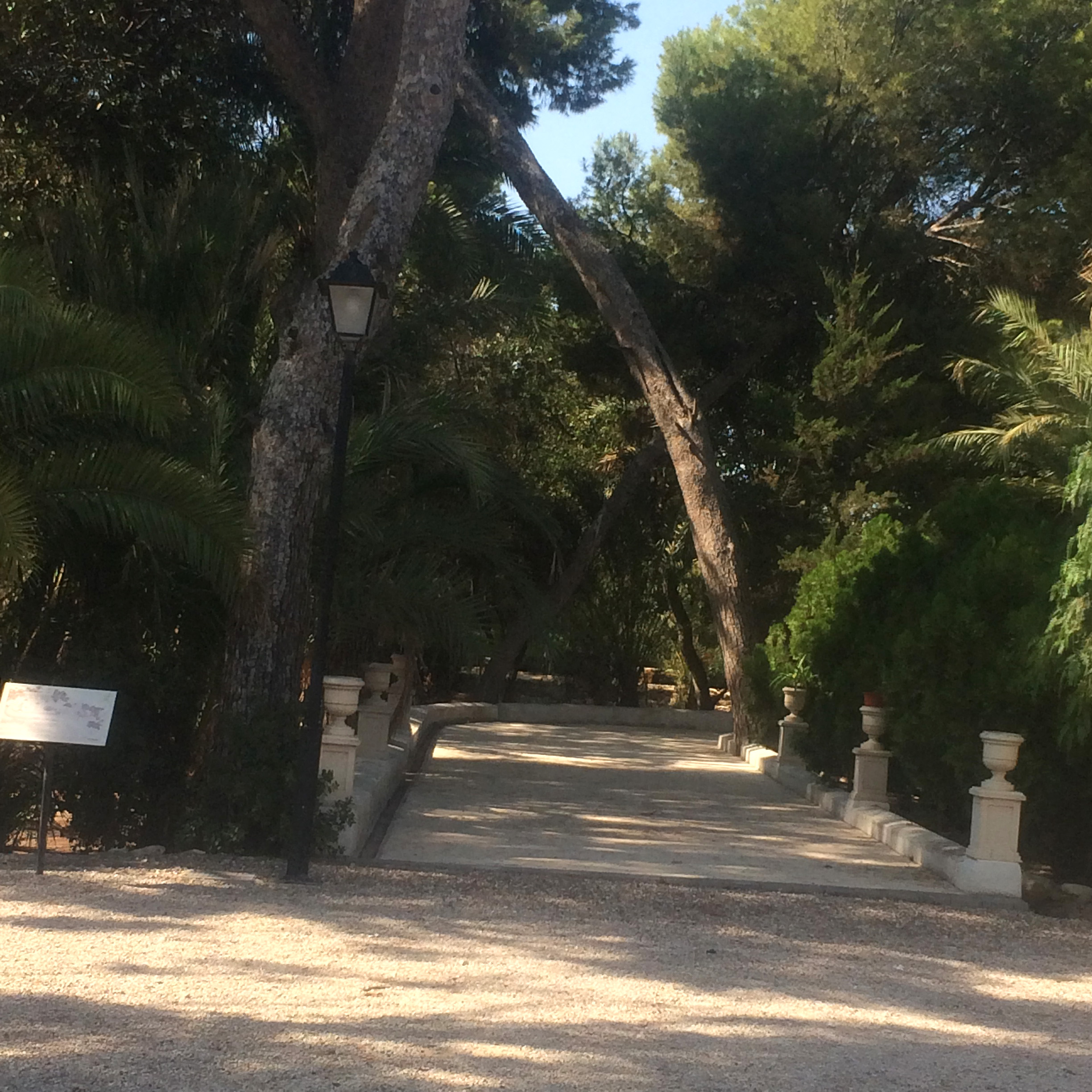
Uno de los paseos del jardín botánico de Villa Marco.
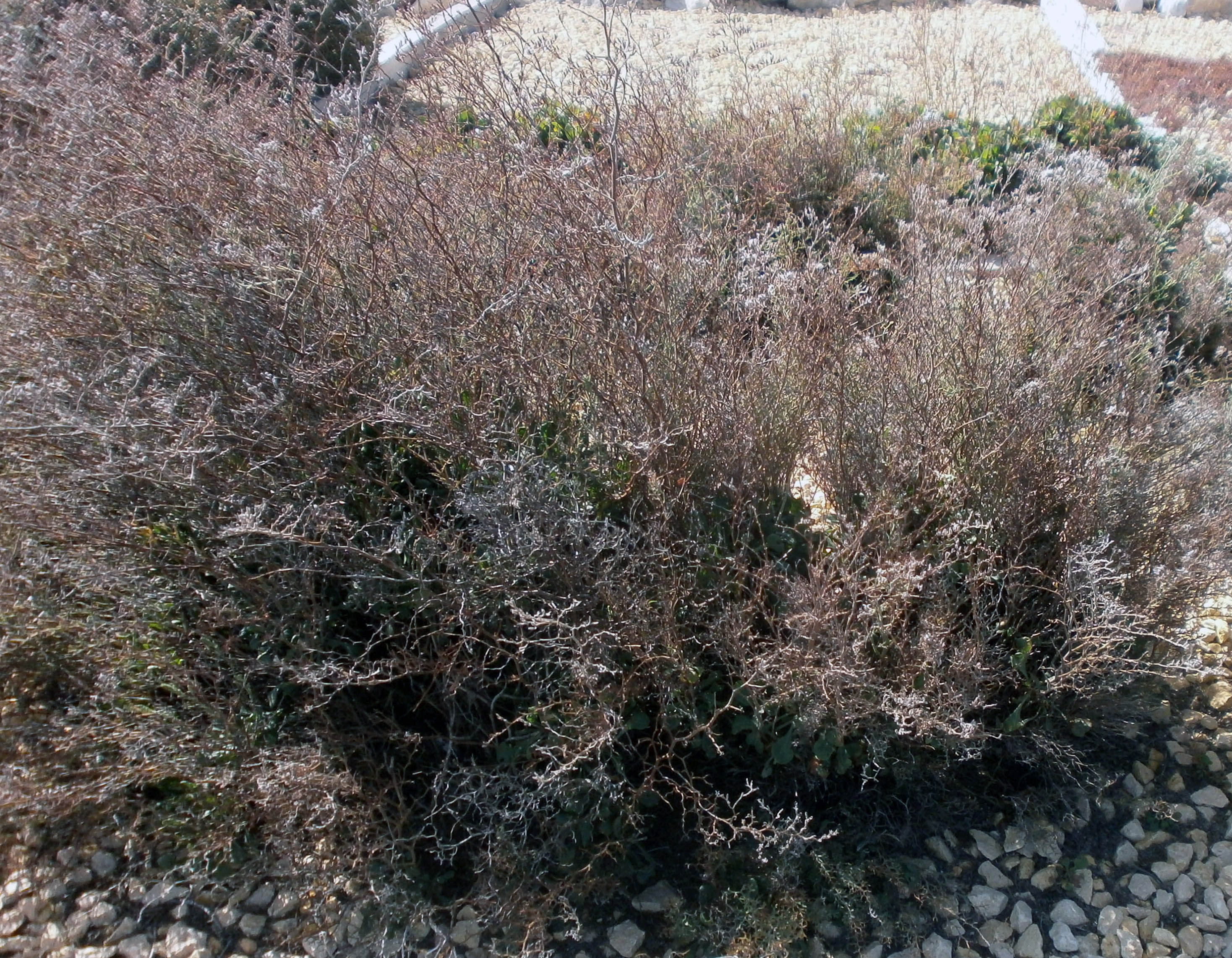
Limonium furfuraceum, en El Campello.